# Stora Höga ridklubb
Stora Höga ridklubb ligger i Spekeröds socken. Klubben grundades 1979 och har alltsedan dess växt och har nu cirka 340 medlemmar. På ridskolan sker varje år cirka 8 600 uppsittningar på ca 20 hästar och ponnyer på alla nivåer. Alla lektioner sker med utbildade ridinstruktörer. Varje år läggs 700 ideella timmar ner på hästskötsel.